# Schlafkultur

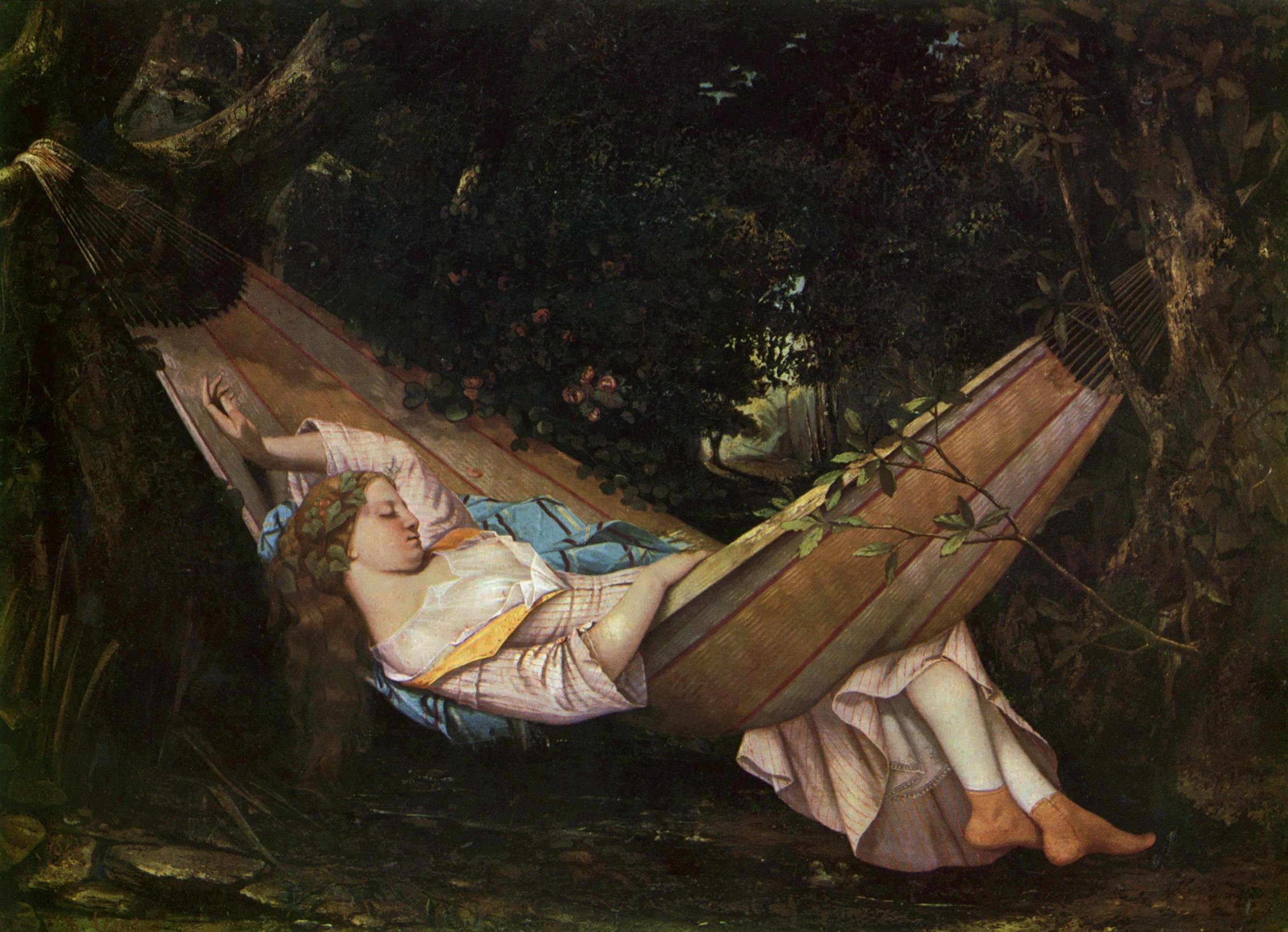
Schlafen als ein Genuss

Die Schlafkultur umfasst kulturelle und geschichtliche Aspekte des Schlafens. Zu ihr gehört das Wann, Wo und Wie des Schlafens der Menschen.
Noch bis in die frühe Neuzeit hinein waren Betten selten und teuer, und eine Familie besaß in der Regel ein einziges, das allen im Haus gleichzeitig als Ruhestätte diente. Selbst den Gästen wurde das gemeinsame Bett angeboten. Das war so gewöhnlich, dass es darüber nur wenige Aufzeichnungen gibt. Später, im Viktorianischen Zeitalter, wurden Schlafzimmer zu einer sehr persönlichen Angelegenheit, wodurch erneut kaum jemand darüber berichtete. Forschungen und Aufzeichnungen zur Bedeutung des Schlafzimmers und des Schlafes wurden erst in neuester Zeit unternommen. Dies ermöglicht auch wissenschaftliche Forschungen, die anhand der Schlafgewohnheiten verschiedener, insbesondere noch sehr naturnah lebender Völker, Rückschlüsse auf die evolutionären Ursachen des Schlafes geben könnten.

## Allgemeines
Jüngere Forschungen zeigen, dass Schlafmuster stark zwischen den Kulturen schwanken. Die größten Unterschiede gibt es zwischen Gesellschaften mit oder ohne allgemein und ausreichend vorhandenem künstlichen Licht. Beispielsweise legen sich Menschen in Kulturen der zweiten Gruppe oftmals bereits kurz nach Sonnenuntergang schlafen, um dann jedoch während der Nacht mehrmals – auch für mehrere Stunden – aufzuwachen. Die Grenzen zwischen Schlafen und Wachen sind dabei sehr verwaschen. Die bisher vorwiegend untersuchten westlichen Kulturen sind für die Analyse der Veränderung der Humanökologie in diesem Bereich außerdem nur bedingt zu gebrauchen, da die Verwendung weicher Schlafunterlagen und das Wohnen in stabilen Häusern einen deutlichen Kontrast zu traditionell lebenden Völkern darstellen.
Gewisse Gesellschaften kennen Schlafgewohnheiten, bei denen die Menschen zu jeder Tageszeit schlafen, dafür nachts nur kurz. So kennt man in Südeuropa die Siesta, eine längere Ruhezeit am Nachmittag, aber auch nördlicher die Mittagsruhe. In vielen nomadischen Kulturen wird ebenfalls während des Tages mehrmals geschlafen, wenn es die Arbeit gerade zulässt. Bei Völkern, die Ackerbau betreiben, wechselt der Schlaf-Wach-Rhythmus außerdem mit der Jahreszeit. Jean Liedloff beschreibt in einem ihrer Bücher über die indigenen Völker Amazoniens eher beiläufig: „Tatsächlich ähnelte es ihrer Gewohnheit, mitten in der Nacht, wenn alle schliefen, einen Witz zu erzählen. Obwohl einige laut schnarchten, wachten alle sofort auf, lachten und schliefen innerhalb von Sekunden wieder ein.“ Wachsein und Schlafen wechselten sich also je nach Notwendigkeit sehr schnell ab, und das war ihnen nicht unangenehm.
Mitte des neunzehnten Jahrhunderts wurde das künstliche Licht in vielen Kulturen Allgemeingut. Dadurch haben sich auch die Schlafgewohnheiten stark verändert. Es wird häufig später zu Bett gegangen, dafür schläft man morgens länger. Ein Großteil der gesellschaftlichen Aktivitäten (Ausgang, Sport usw.) wurde in die Abend- oder Nachtstunden verlegt. Besonders bei Jugendlichen gilt es oft als ein Zeichen persönlicher Freiheit, lange und oft bis spätnachts aufzubleiben.

## Historische Betrachtung
Aus der Urgeschichte sind wenige Informationen über Betten und den Schlaf bekannt, denn über die Gewohnheiten von Volksgruppen vor der Erfindung der Schrift ist gerade wegen des Fehlens dieser kaum etwas überliefert. Und Betten und deren Inhalt haben sich in archäologischen Ausgrabungen nicht erhalten, so dass Rekonstruktionen immer ein Versuch bleiben. Frühe Häuser, wie die Langhäuser, die in Europa noch bis in die ersten Jahrhunderte nach Christus errichtet wurden, besaßen auch noch keine Unterteilungen in Zimmer und damit auch keine nur oder vorwiegend dem Schlaf dienenden Schlafzimmer.

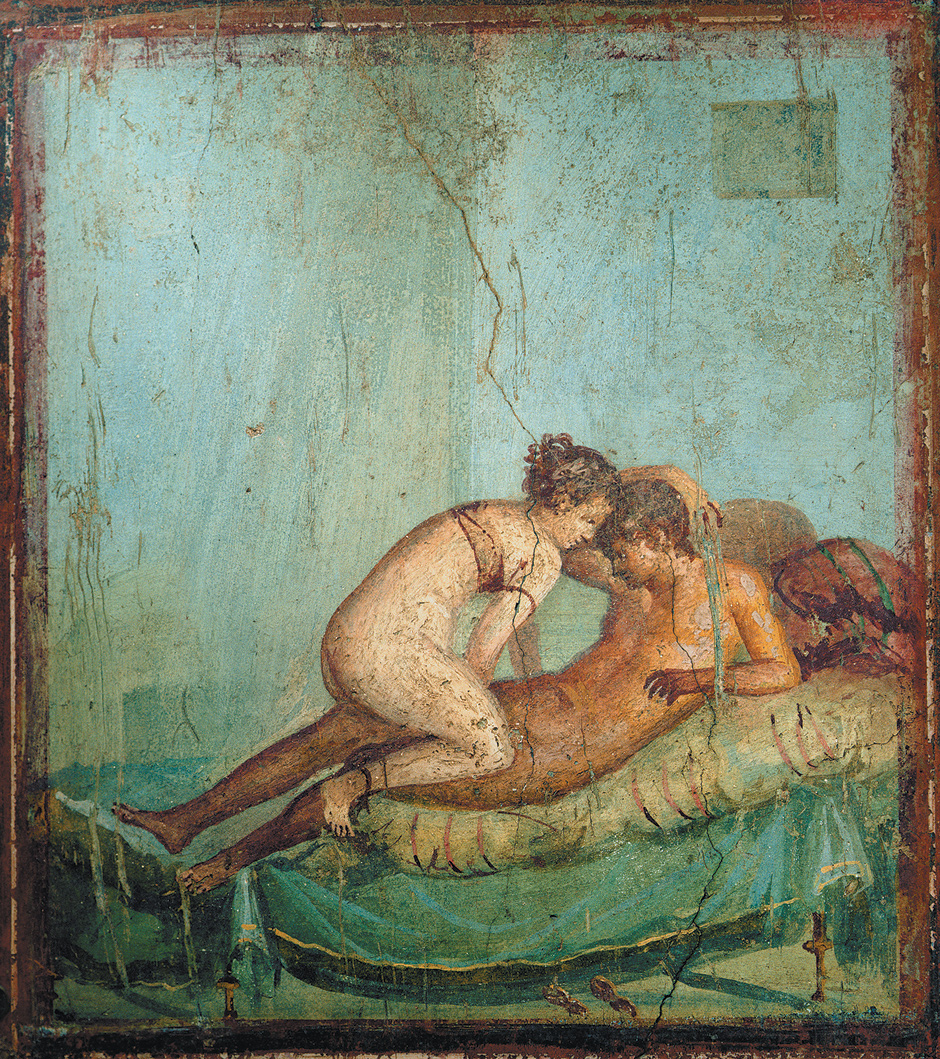
Wandmalerei in einem Cubiculum in Pompeji

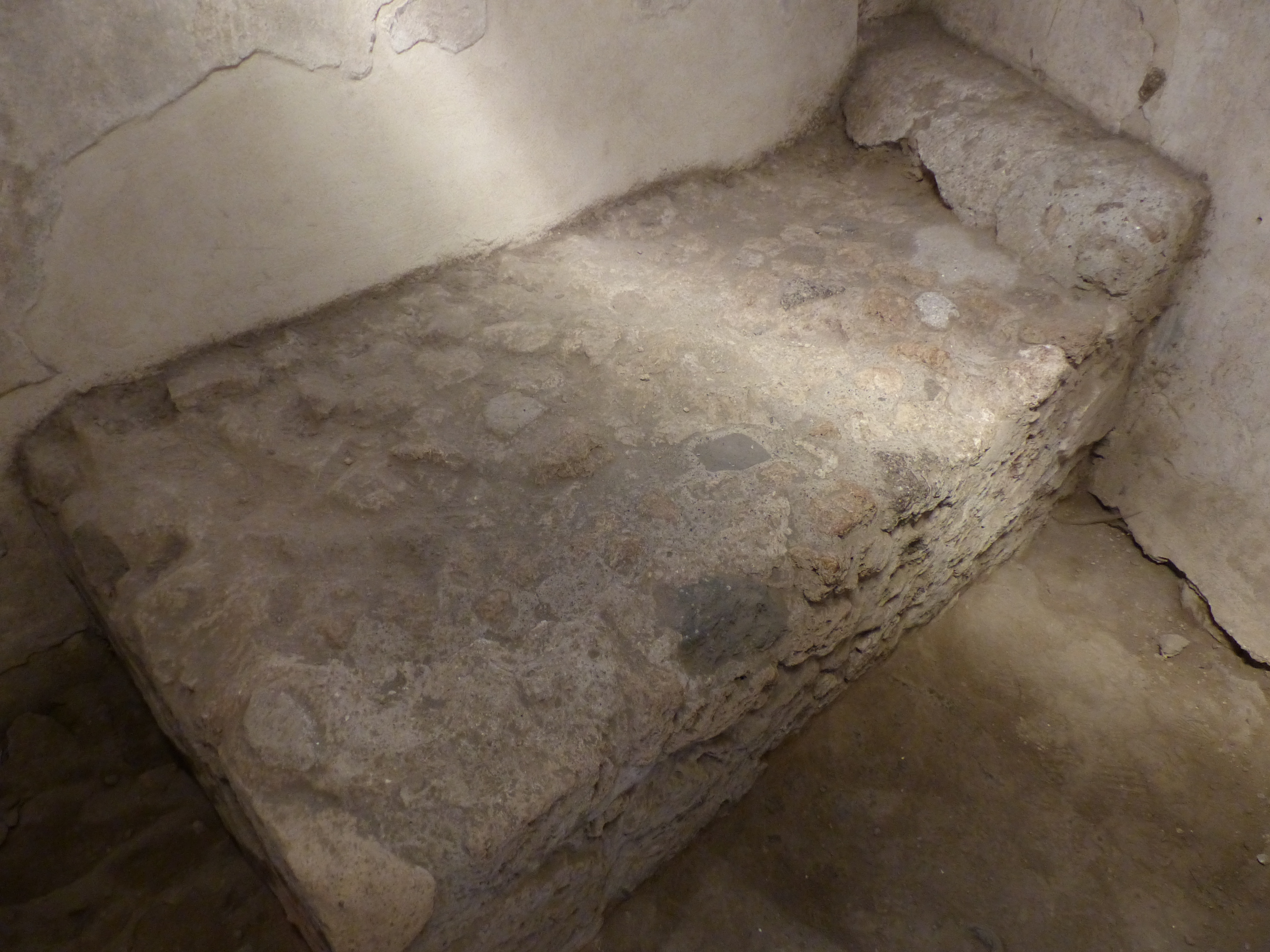
Gemauertes Bett im Lupanar (Bordell) von Pompeji.

Eindeutig belegt sind eigentliche Schlafzimmer bei Patrizierhäusern der römischen Oberschicht, dort Cubiculum genannt. Bei der Ausgrabung von Pompeji wurden Cubiculae mit eindeutig erotischen Motiven gefunden, die deutlich auch die mit Matrazen ausgestatteten Betten zeigen.

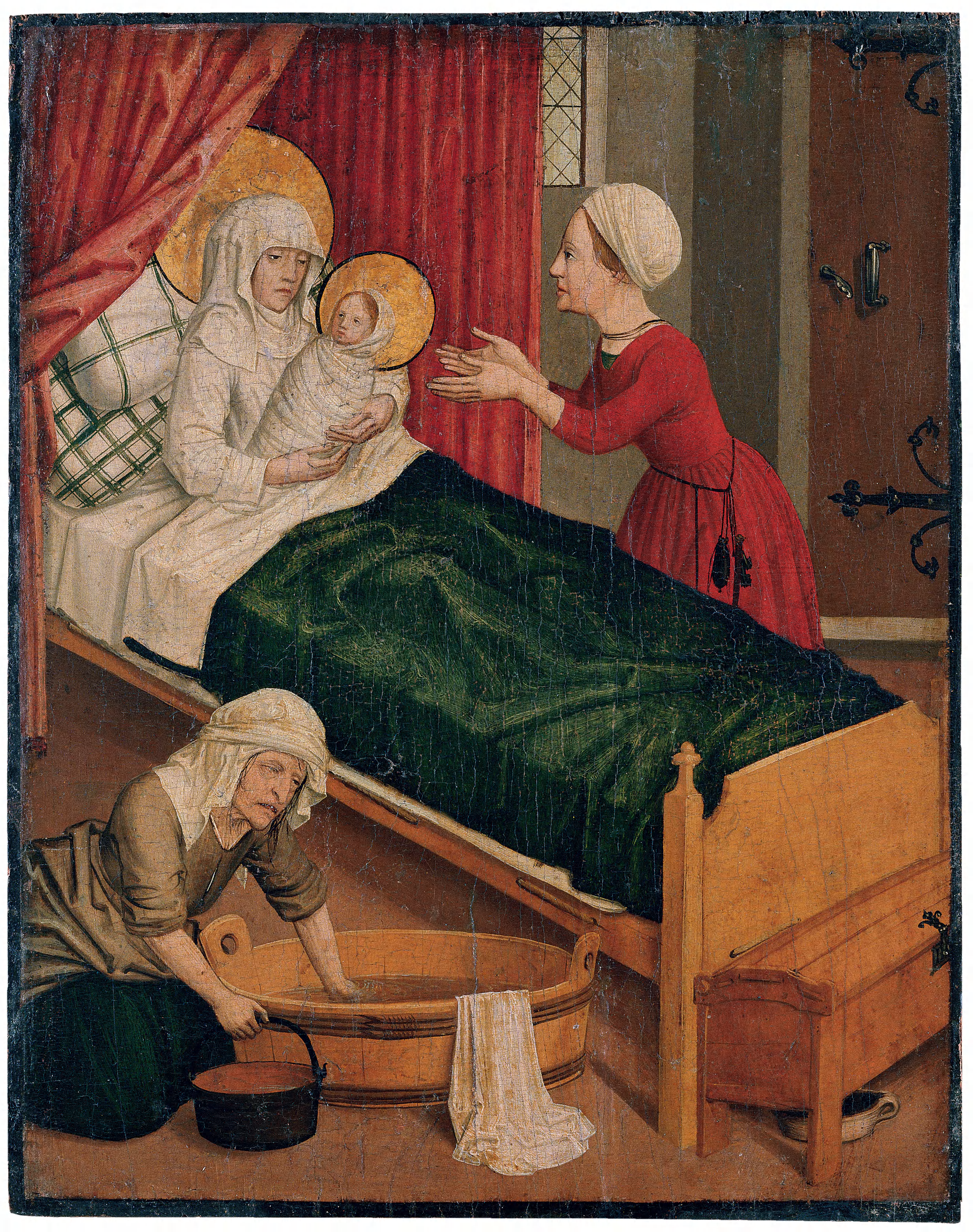
Geburt Mariens, 15. Jahrhundert, zeitgenössische Darstellung des Wochenbettes

Für die folgenden Jahrhunderte wird die Quellenlage deutlich schlechter. Wenn, dann gibt es Gemälde von Schlafzimmern der Oberschicht, aber so gut wie nichts über die Arbeiter- und Bauernschichten. Andere Bilder zeigen Schlafzimmer in einem religiösen Kontext, etwa die Geburt Mariens in einen jeweils zeitgenössischen Kontext gesetzt (Bei Darstellungen der Geburt Jesu fehlen Zimmer und auch das Bett, denn er soll gemäß dem Lukasevangelium in einem Stall geboren worden sein). Aus den überlieferten Bildern von Schlafzimmern und Betten kann man auf deren Konstruktion schließen. Auf dem Bettgestell liegt eine Matratze (wahrscheinlich mit Stroh oder Heu gefüllt), und darauf ein Betttuch aus Leinen, woher der Name Leintuch stammt. Darüber folgt wieder ein Leintuch und dann die wärmende (Woll-)decke. Neben dem „nordischen“ Bettzeug ist das die noch heute übliche Art, ein Bett zu beziehen. Sie hat den Vorteil, dass man nur die Bettlaken, die mit dem Körper direkt in Verbindung kommen, regelmässig waschen muss, wofür sich weisses Leinen hervorragend eignet. 

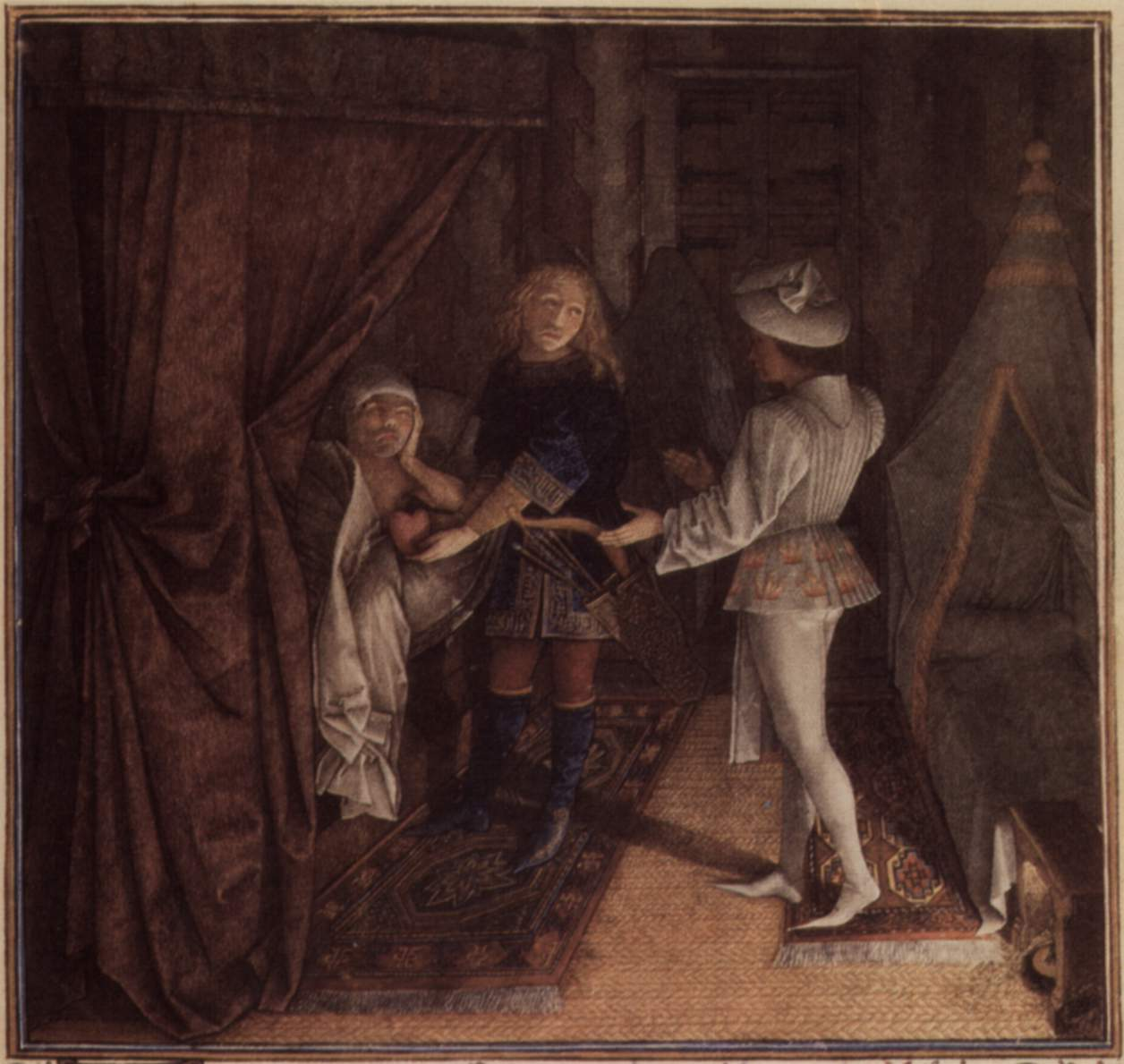
Ein Schläfer wird gerade geweckt (Barthélemy d’Eyck, um 1460). Eines der eher seltenen Bilder, bei denen das Bett wirklich dem Schlafen diente. Häufig zeigen Bilder dieser Zeit Geburten, Hochzeiten oder Todesfälle.

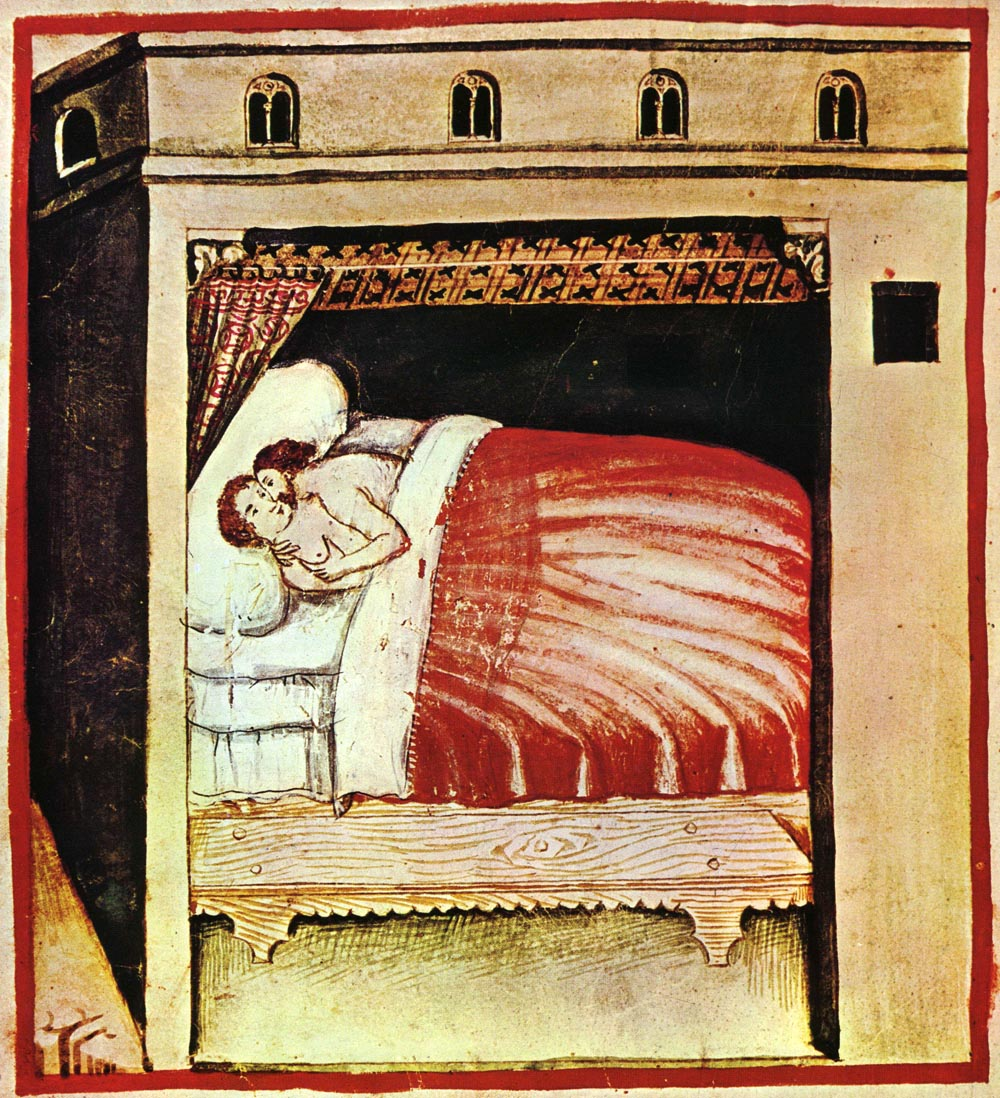
Bettszene um 1500, von Giovannino de’ Grassi. Gut zu erkennen sind mehrere übereinanderliegende Matratzen sowie Leintuch (weiß) und Bettdecke (rot)

Auf vielen Gemälden des Mittelalters ist zu sehen, dass die Personen im Bett zumindest keine Oberbekleidung tragen, selbst dann nicht, wenn andere Personen mit im Raum sind. Das häufig nackt geschlafen wurde, ist also wahrscheinlich. Insbesondere auf religiös geprägten Darstellungen tragen die Frauen dagegen Nachthemden. Die Kirche sah offene Körperlichkeit nicht gern, denn sie idealisierte die Askese. Sie hatte auch erst im 12. Jahrhundert allmählich die Ehe als „das kleinere Übel“ zwischen sichtbarer Freizügigkeit und dem – zwar asketischen, aber sich selbst zerstörenden – Verbot des Beischlafs akzeptiert. Die „züchtigen“ Darstellungen könnten auf Benedikt von Nursia zurückgehen, denn er verlangt in seiner Benediktsregel von seinen Mönchen, zumindest mit einem Hemd bekleidet zu schlafen: „Bekleidet sollen sie [die Mönche] schlafen, damit sie zur Stunde des Gebetes schnell bereit seien, und weil es sich nicht gehört, daß sie ihre nackten Gliedmaßen berühren, denn dies reget die Leidenschaften an.“

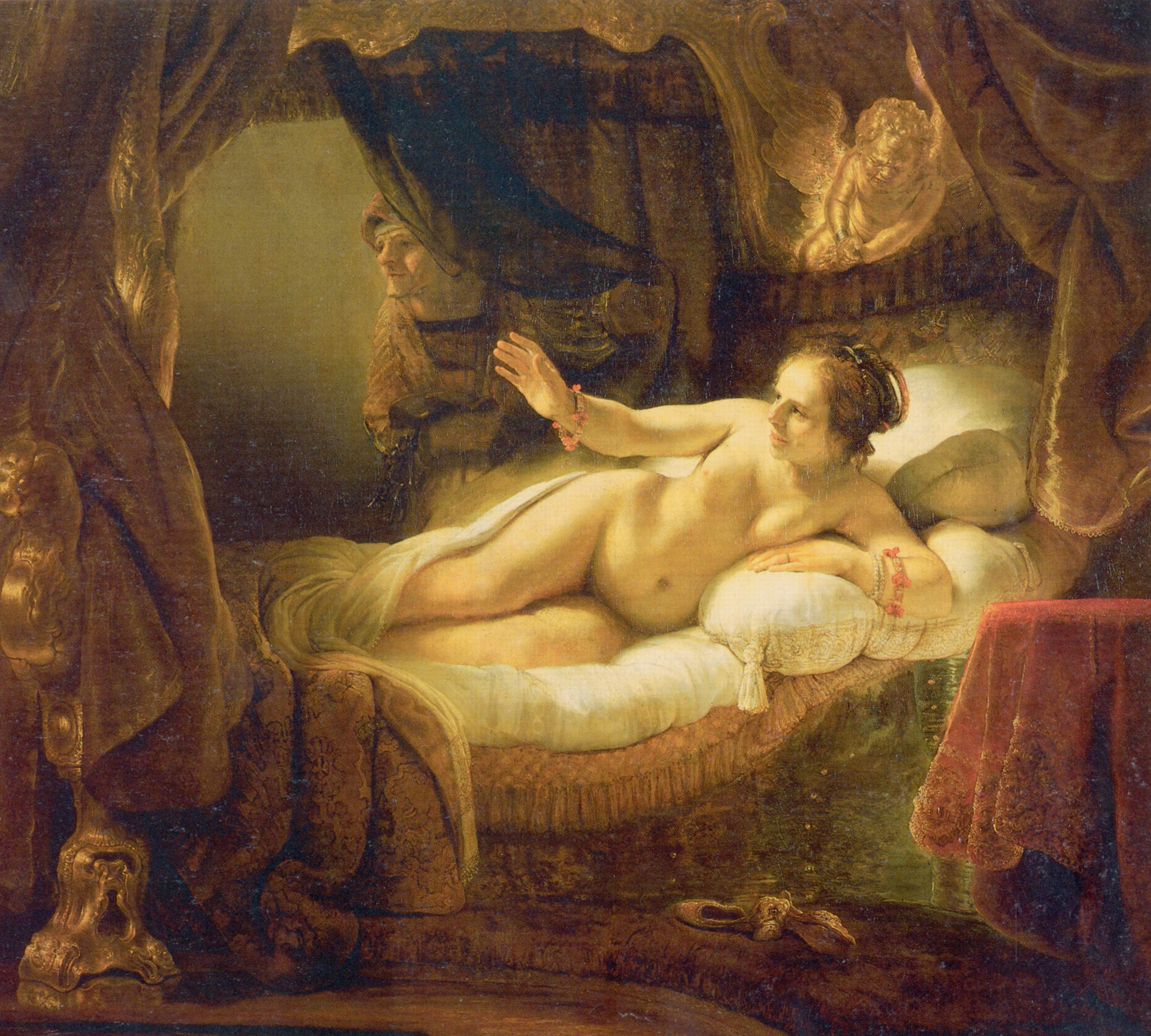
Schlafen im 17. Jahrhundert

Schlafzimmer wurden ab dem 17. Jahrhundert zunächst wieder in Adelshäusern, Schlössern und Königshöfen eingerichtet. Ludwig XIV. pflegte von seinem Bett aus zu regieren. Es war nicht unüblich, dass adlige Ehegatten getrennte Zimmer oder unter Umständen getrennte Gebäudetrakte bewohnten. In armen Bevölkerungsschichten teilten sich hingegen alle Familienmitglieder das Bett. Auch dem Gast wurde das gemeinsame Bett angeboten. Wie viele Personen das Bett teilten, hing aber auch von den Umgebungstemperaturen und von weiteren sozialen Erwartungen ab. Im tropischen Klima Südamerikas hatte jeder seine eigene Hängematte, im Winter Nordeuropas musste man sich aber das Bett teilen. Die Stellung im Haus war dabei nicht notwendigerweise wesentlich. Auch der Magd wurde zuweilen (das Fußende des) Bettes angeboten.
Erst im 19. Jahrhundert wurden Schlafzimmer generell üblich, es dauerte aber bis nach dem Zweiten Weltkrieg, bis das „persönliche“ Bett Allgemeingut wurde. Während der Industrialisierung im 19. und zu Beginn des 20. Jahrhunderts wurde der Schlafkultur jedoch nur geringe Gewichtung beigemessen, da Schlaf gleichbedeutend war mit Faulheit und Arbeitsscheue. Heute gibt es nur noch wenige Situationen, in denen sich Personen, die sich sonst nicht näher stehen, das Schlafzimmer teilen, etwa beim Camping oder in einer Jugendherberge. Bei militärischen Operationen ist es teilweise noch üblich, dass ein Bett in Schichten benützt wird. Jeweils drei Mann wechseln sich mit Schlafen im selben Bett ab.

## Geographische Unterschiede

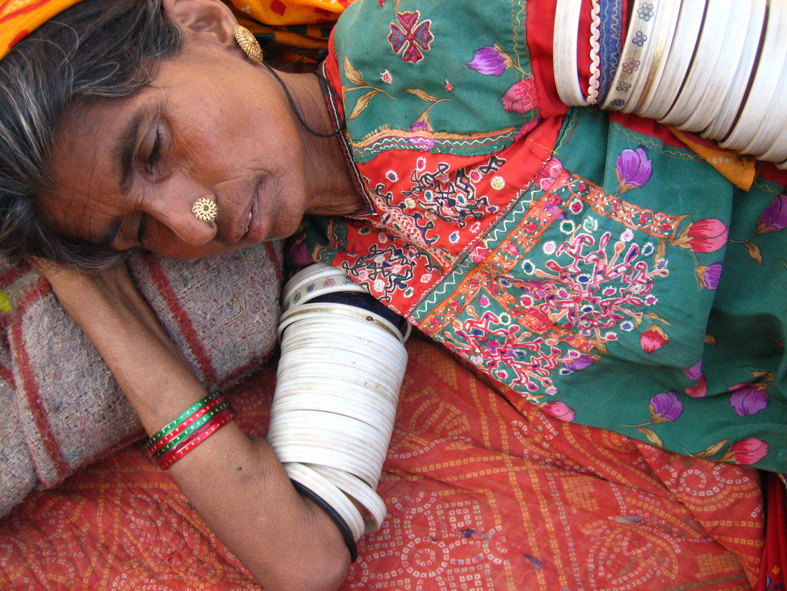
Inderin beim Schlafen

Je nach Kulturraum wird an verschiedenen Orten geschlafen. Einige Leute schlafen direkt auf dem Fußboden, andere auf Tüchern oder Matratzen, wieder andere auf Podesten oder in Betten. Einige verwenden Leintücher, Wolldecken, Bettdecken oder Kissen. Wohin man sich legt und wie man sich bettet, wird maßgebend durch Klima, soziales Umfeld und Wohlstand bestimmt. Worthman und Melby haben die untersuchten Schlafgewohnheiten verschiedener Naturvölker zusammengefasst. Sie kategorisieren die Völker grob in vier Gruppen: Jäger (Ache, Ewe, ǃKung u. a.), Viehhalter (Gabra, eine Untergruppe der Oromo u. a.), Ackerbauern (Lese aus der demokratischen Republik Kongo u. a.) und Viehzüchter (Balinesen). Da die Jäger vorwiegend nomadisch leben, schlafen sie direkt auf dem Boden, einige breiten darauf jedoch Tücher aus, andere betten sich auf Blätter und wieder andere legen sich direkt in den Sand. Die Jäger der Hiwi benutzen Hängematten. Kopfkissen sind dieser Gruppe unbekannt, eventuell legen sie Blätter oder einen Stapel Kleider unter den Kopf. Auch Decken sind nicht üblich. Bei den Ewe wird gar alle Kleidung beiseitegelegt, um ein Entzünden am weiter brennenden Feuer zu vermeiden.
Andere Gruppen, sogar die nomadischen Viehzüchter, schlafen erhöht. Dabei kommen die verschiedensten Konstruktionen für die Bettstatt zum Einsatz, vom festen Holzblock bis zum Gestell mit eingespannter Lederhaut. Die Decken unterscheiden sich ebenso erheblich: Die Gabra decken sich mit dem auch am Tag getragenen Leinengewand zu, die Pathan verwenden jahreszeitabhängige Decken. Kissen sind auch hier die Ausnahme. Zu berücksichtigen ist, dass die einfachen Schlafutensilien nicht nur Schutz vor Kälte und anderem Unbill geben, sondern auch von Parasiten wie Flöhe oder Milben befallen werden, die Krankheiten übertragen können.

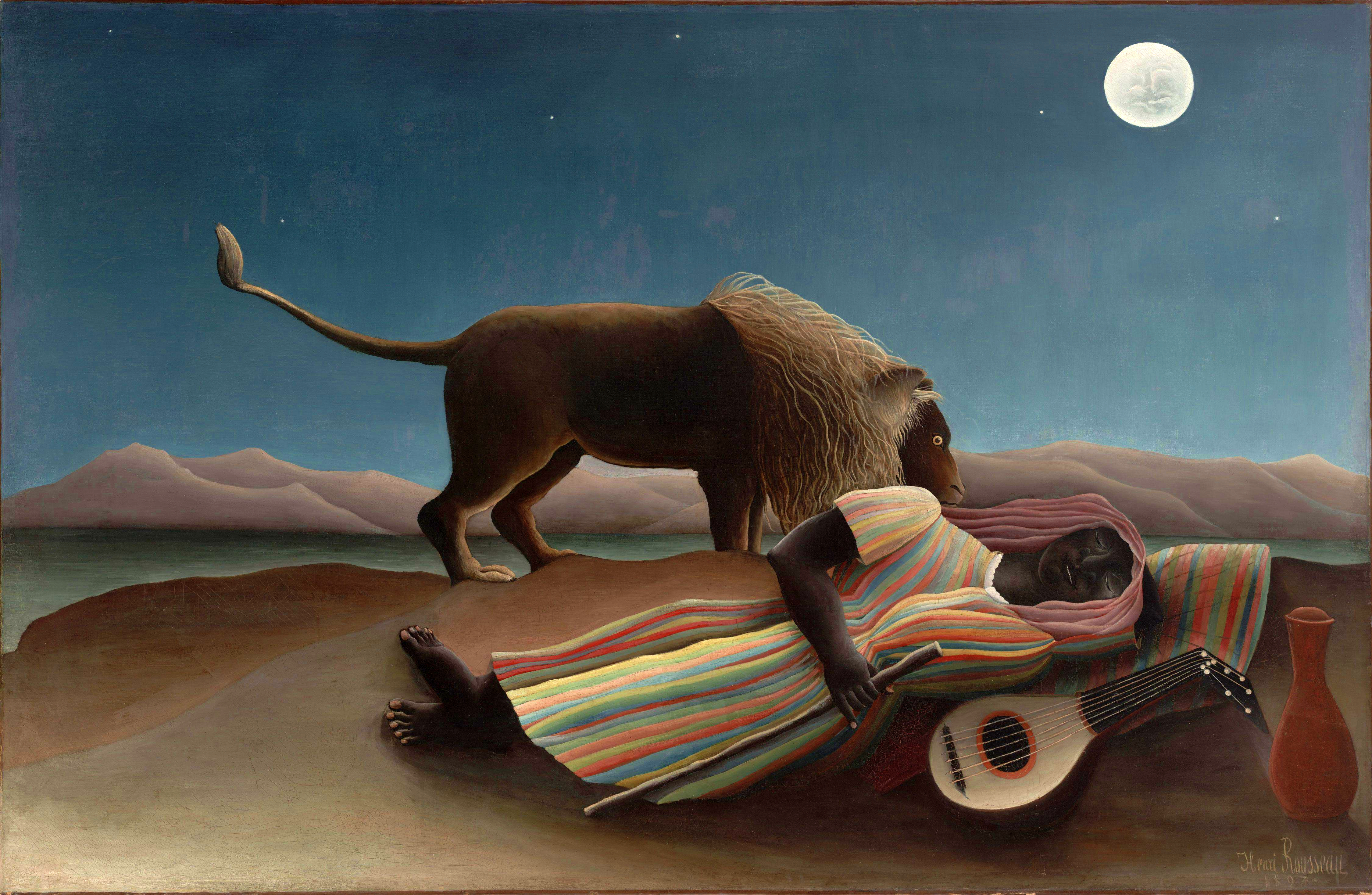
Henri Rousseau: Die schlafende Zigeunerin

Da den Schlafenden vielerlei Gefahren drohen, versuchen sie sich möglichst gut vor diesen zu schützen:
- Der in vielen Fällen effektivste – aber auch teuerste und aufwändigste – Schutz ist ein solides Haus mit stabilem Dach, es schützt vor großen Raubtieren und schlechtem Wetter, Lärm und Licht, außerdem auch vor Dieben und Mördern. Sesshaft orientierte Gruppen wie die Lese in Zaire bauen Hütten aus Lehm mit mehreren Schlafräumen, die auch eine gewisse Intimität erlauben.
- Steht ein solches nicht zur Verfügung, hilft man sich mit Zelten, deren Schutz, besonders vor Lärm, ist jedoch bedeutend schlechter. Die im Zelt schlafenden Jäger müssen beim Schlafen oft sehr nahe zusammenrücken.
- Ein Bett oder Podest hilft, Gefahren, die von kleineren Parasiten ausgehen, zu reduzieren. Zusätzlicher Schutz vor Insekten kann, je nach Region, angebracht sein.
- Ein gut funktionierendes soziales Netz kann ebenfalls zum Schutz beitragen, etwa indem abwechselnd Nachtwache gehalten wird. Die Funktion des Wächters kann allerdings auch ein Hund übernehmen.
- Das Feuer spielt eine wichtige Rolle, nicht bloß wegen der Wärme, die es spendet. Das Licht verscheucht Raubtiere und der Rauch vertreibt Insekten. Der Preis für das Feuer ist hingegen nicht zu vernachlässigen: Die Lichtquelle stört unseren Schlaf, es verursacht Geräusche und der stinkende Rauch kann lästig werden. Außerdem muss regelmäßig Holz nachgelegt werden. Nahe am Feuer zu schlafen birgt zudem das Risiko von Verbrennungen und – bei allzu guter Isolation des Schlafraumes – Kohlenmonoxid-Vergiftungen.

In einigen Kulturen ist es üblich, mit mindestens einer weiteren Person zusammen zu schlafen, häufig gar mit mehreren oder mit den Haustieren. Welche Personenkreise dabei als „Schlafgruppen“ in Frage kommen, ist wiederum örtlich sehr verschieden. Besonders bei den Jägern, die in sehr kleinen Zelten wohnen, wird sehr dicht aneinander geschlafen, unabhängig vom sozialen Status, Geschlecht oder Alter. Auch der Gast schläft im selben Zelt. Sind Hütten vorhanden, werden die Schlafräume ziemlich bald nach Geschlecht getrennt. Bei allen untersuchten Völkern ist es nicht üblich, teilweise gar verpönt, beim Schlafen allein zu sein.
Im westlichen Kulturraum schlafen Erwachsene meist entweder allein oder als Paar in einem Schlafzimmer, jüngere oder gleichgeschlechtliche Kinder teilen sich oft ein Kinderzimmer. Es ist üblich, alleine oder aber höchstens mit einer sehr nahe stehenden Person, zum Beispiel dem Ehepartner, gemeinsam das Bett zu teilen. Ein Säugling oder Kleinkind hat meist ein eigenes Bett oder schläft mit im Elternbett. Die Verwendung eines Schlafsacks anstelle einer Decke, sodass die Atemwege des Säuglings frei bleiben, wird als Beitrag zur Vorbeugung gegen den plötzlichen Kindstod angesehen. In vielen Familien ist es – nicht nur in Skandinavien – üblich, Säuglinge tagsüber – warm eingepackt – auch im Winter im Kinderwagen im Freien schlafen zu lassen.
Mit einer „falschen“ Person zusammen zu schlafen gilt generell als unstatthaft, besonders wenn der Verdacht aufkommen kann, dass es dabei zu sexuellen Handlungen kommen könnte. Besonders in Kulturen, in denen das Miteinander-Schlafen kleinerer oder größerer Gruppen üblich ist, darf der Ausdruck jedoch nicht sexuell missinterpretiert werden und wird von den beteiligten Personen auch nicht als Beischlaf empfunden. Im Allgemeinen haben Schlaf und Schlafgewohnheiten keinen direkten Bezug zur Sexualität.
Soll es tatsächlich zum Geschlechtsverkehr kommen, wird im Allgemeinen eine gewisse Intimität gesucht. Im westlichen Kulturraum ist das selbstverständlich. Bei Nomaden im Zelt ist Intimität schwierig bis unmöglich.
Je nach Kulturraum ist auch die Verteilung des Schlafs über den Tag verschieden. Während Europa und Nordamerika tendenziell eher einen langen Schlaf pro Nacht kennen, wird in Ländern wie China oder Japan der tägliche Schlaf auf mehrere Phasen aufgeteilt, sodass die Nachtschlafphase wesentlich kürzer ist, aber die gesamte Schlafdauer pro 24 Stunden ähnlich lang ist (siehe Artikel Polyphasischer Schlaf).
Zusammengefasst zeigt die Studie von Worthman und Melby die folgenden Unterschiede zwischen westlicher und traditioneller Schlafkultur:
| Westlich                                                           | Traditionell |
| ------------------------------------------------------------------ | --- |
| einzeln, Ehepaare bilden die Ausnahme                              | in sozialen Gruppen |
| ruhig                                                              | trotz Lärm ungestörter Schlaf |
| Klimaanlage, Lüftung                                               | Die Nähe zu anderen und eventuell zu Tieren bestimmt Wärme und Klima. Eskimos definieren die Kälte der Nacht über die Anzahl der Hunde, die nötig sind, um warm zu bleiben. |
| Matratze, Kopfkissen                                               | keine Matratze, manchmal ein Kopfkissen |
| kein Feuer in der Nähe                                             | ein Feuer brennt |
| jeden Tag gleich                                                   | veränderlich |
| physische Sicherheit                                               | soziale Sicherheit |
| zeitlich und örtlich klar begrenzt (strikte Arbeitszeiten, Wecker) | keine klaren Grenzen, weder zeitlich noch örtlich |

Alle Schlafforschungen zu Sinn und Zweck des Schlafes befassen sich mit westlicher Schlafkultur. So entspricht das Schlaflabor in idealer Weise unserer Vorstellung von geeigneter Umgebung. Dies ist für viele Forschungen ein klarer Vorteil, unter anderem wegen der Möglichkeit, gewisse Parameter wie Lärm oder Licht gezielt regulieren zu können. Allerdings können dabei auch unbewusst Faktoren wegfallen, die für eine ganzheitliche Analyse des Schlafens notwendig sind.
Zukünftige Forschungen dürften sich vermehrt um die kulturübergreifenden Unterschiede des Schlafens kümmern. Eventuell gibt sich aus dem Vergleich einen Hinweis darauf, weshalb Schlafstörungen vorwiegend im Westen beobachtet werden. Es könnte auch sein, dass das Schlafen in sozialen Gruppen einen wichtigen Beitrag zur Entwicklung des Kindes leistet. Das Forschungsgebiet der Chronobiologie des Menschen steckt noch in den Kinderschuhen.

## Schlafzeiten
Eine Studie von Wissenschaftlern an der University of Michigan erhob mittels einer App die Schlafzeiten der Teilnehmer in verschiedenen Ländern. Die Teilnehmer aus Japan und Singapur schliefen dabei im Durchschnitt 7 Stunden und 24 Minuten pro Tag, die deutschen Teilnehmer 7 Stunden und 45 Minuten, die Niederländer 8 Stunden und 12 Minuten.
YouGov führte im Jahr 2016 eine repräsentative Umfrage zu den Aufstehzeiten in Deutschland durch. 8 % der Befragten standen vor 5 Uhr auf, 20 % zwischen 5 und 6 Uhr, 31 % zwischen 6 und 7 Uhr.
Forsa befragte im Auftrag der Techniker Krankenkasse einen repräsentativen Querschnitt der erwachsenen Bevölkerung Deutschlands (TK Schlafstudie 2017). An Arbeitstagen standen demnach 9 % der Befragten vor 5 Uhr auf, 18 % zwischen 5 und 6 Uhr, 32 % zwischen 6 und 7 Uhr, 24 % zwischen 7 und 8 Uhr, 10 % zwischen 8 und 9 Uhr, weitere 6 % später (und 1 % gaben an, es nicht zu wissen). An arbeitsfreien Tagen standen sie deutlich später auf (2 % vor 5 Uhr, 2 % zwischen 5 und 6 Uhr, 13 % zwischen 6 und 7 Uhr, 23 % zwischen 7 und 8 Uhr, 29 % zwischen 8 und 9 Uhr, die übrigen 30 % später; 1 % ohne Angaben). 48 % der Befragten schliefen sieben Stunden oder mehr pro Nacht, weitere 28 % sechs Stunden und 24 % fünf oder weniger Stunden. 65 % der Befragten gaben an, gut oder sehr gut zu schlafen. Unter Berufstätigen mit unregelmäßigen Arbeitszeiten oder Schichtdienst war die Menge und die Qualität des Schlafes geringer: 33 % von ihnen gaben an, sieben Stunden oder mehr zu schlafen, 31 % sechs Stunden und 37 % fünf Stunden oder weniger; 59 % dieser Berufstätigen schliefen gut oder sehr gut. Der insgesamt am häufigsten genannte Grund für schlechten Schlaf war die Raumtemperatur: 41 % der Befragten gaben an, aufgrund von Wärme oder Kälte im Schlafzimmer schlecht zu schlafen.

## Bekleidung

### Nachtwäsche

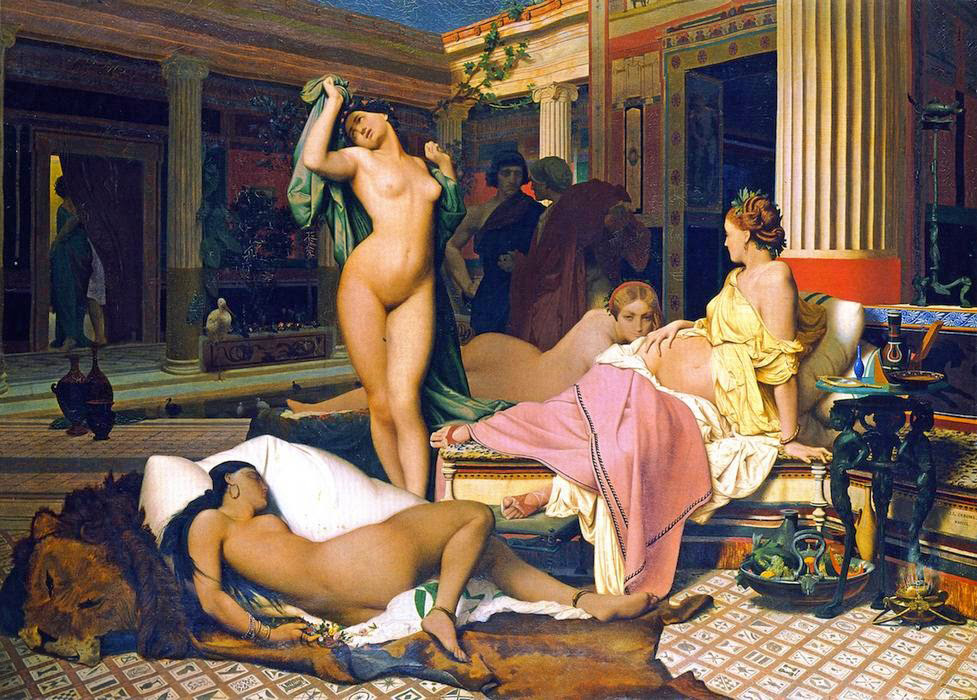
Schlafbereich im Innenhof im alten Griechenland in einer Darstellung des 19. Jahrhunderts

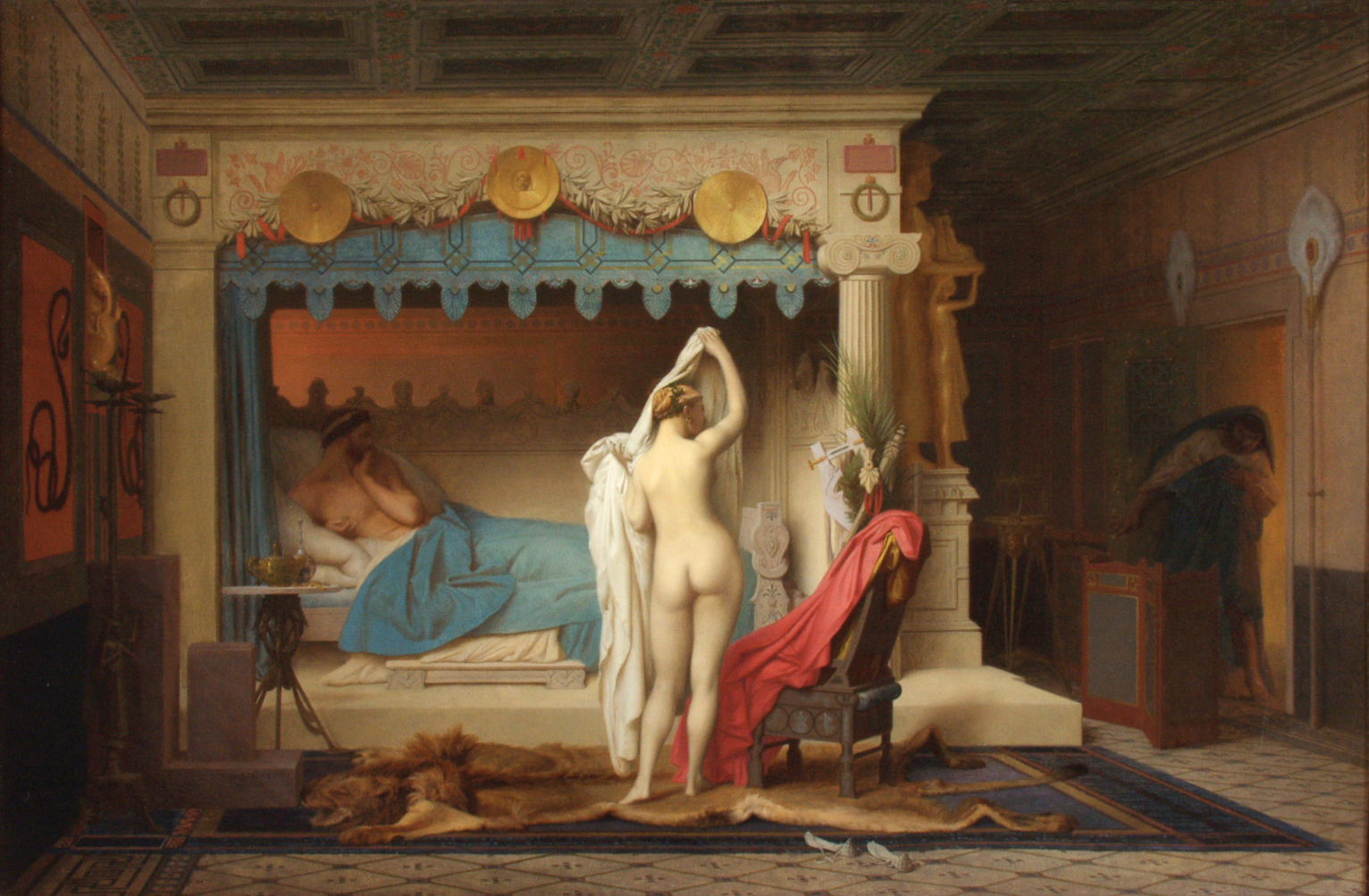
Jean-Léon Gérôme – Kandaules (1859)

Die beim Schlafen getragene Kleidung variiert ebenfalls von Kultur zu Kultur und kann auch individuell oder je nach Geschlecht verschieden sein. Einige tragen Pyjamas, andere (im westlichen Kulturraum heute vorwiegend Frauen) Nachthemden, andere normale Unterwäsche, wieder andere die gleichen Kleider wie am Tag zuvor. Auch ist Nacktschlafen verbreitet. 
Gegen eine freizügige Kleidung beim Schlafen oder Nacktschlafen sprechen neben eventuellen peinlichen Enthüllungen teilweise auch religiöse Gründe. Die christliche Kirche belegte Nacktheit mit Scham und verpönte gar den nackten Beischlaf. Dies wirkt bis heute nach. Der spätere Johannes Paul II. hat jedoch 1960 in seinem Buch „Liebe und Verantwortung“ festgestellt, dass der Körper „nackt und unbedeckt“ bleiben könne, „weil Gott ihn geschaffen hat“. Nach Ansicht islamischer Gelehrter ist der Körper einer Frau auch beim Schlaf vollständig zu bedecken.
Im Film „Ein Herz und eine Krone“ wünscht sich Audrey Hepburn als Prinzessin Ann im Pyjama „nur im Oberteil“ zu schlafen und erklärt ihrer Zofe, dass „viele Menschen mit absolut gar nichts“ schliefen.

### Aktuelle Umfragen
Es gibt nur wenige Statistiken über die Schlafgewohnheiten. Die folgenden Abschnitte zitieren einige der belegbaren Umfragen.
Im Jahr 2018 ließ das Möbelhaus IKEA in Deutschland eine Studie zu Schlafgewohnheiten und zu gefühler Schlafqualität durchführen. Auf die Frage, was normalerweise zum Schlafen getragen werde, antworteten die Befragten wie folgt:
| T-Shirt / Oberteil und Shorts | Pyjama | nur Unterwäsche | Nachthemd | Sonstiges | nichts | Keine Angabe |
| ----------------------------- | ------ | --------------- | --------- | --------- | ------ | ------------ |
| 32 %                          | 22 %   | 16 %            | 13 %      | 2 %       | 12 %   | 4 %          |

Sogar 41 % waren der Meinung, dass es sich nackt besser schläft.
Deutlich wichtiger als die Schlafkleidung war den Befragten für den Schlafkomfort aber die richtige Matratze sowie die richtige Raumtemperatur – wobei bei beidem durchaus individuelle Unterschiede darin bestehen, was „richtig“ ist. Zudem wurde die Studie gerade während der Hitzewelle in Europa 2018 durchgeführt.
Eine im Jahr 2004 in den USA durchgeführte Umfrage ergab: 13 % der Männer tragen nachts einen Pyjama, 31 % tragen Unterwäsche und ebenso viele schlafen nackt. Bei den Frauen tragen 55 % einen Pyjama oder ein Nachthemd, 14 % schlafen nackt. Die Studie stellte die Frage nach der üblichen Bekleidung zum Schlafen:
| Wer    | Nichts/nackt | Unterwäsche | Nachthemd/Pyjama | Shorts/T-Shirt | Sportjacke/Sporthose | etwas Anderes | Keine Angabe |
| ------ | ------------ | ----------- | ---------------- | -------------- | -------------------- | ------------- | ------------ |
| Alle   | 22 %         | 16 %        | 34 %             | 23 %           | 1 %                  | 2 %           | 1 %          |
| Männer | 31 %         | 31 %        | 13 %             | 21 %           | 1 %                  | 3 %           | 1 %          |
| Frauen | 14 %         | 2 %         | 55 %             | 25 %           | 2 %                  | 1 %           | 1 %          |

Im Jahr 2013 wurde von der amerikanischen National Sleep Foundation erstmals eine internationale Umfrage zu Schlafgewohnheiten durchgeführt. Es wurden Personen befragt in den Ländern Vereinigten Staaten, Kanada, Mexiko, Vereinigten Königreich, Deutschland und Japan. Die Umfrage zielte hauptsächlich darauf ab, Informationen darüber zu erhalten, was als „angenehmes Schlafklima“, besonders betreffend Düften, empfunden wird. Die Frage nach der Bekleidung wurde nebenbei gestellt. Demnach schlafen in Großbritannien 30 % nackt, während es in den anderen Ländern zwischen 7 und 19 % sind. Die verfügbaren Zahlen zeigen aber vor allem eine große Bandbreite der Antworten. So wird bei einer auf Großbritannien beschränkten Studie mit Daten aus dem Jahr 2018 der Anteil der Nacktschläfer mit ganzen 58 % angegeben, in Wales sollen es gar 90 % sein. Ob das aber gelegentlich oder dauernd so praktiziert wird, ist hier allerdings unklar, zumal für 2022 die Quote auf 20 % gesunken zu sein scheint.
Gemäß einer Medienmitteilung der britischen Hotelkette Travelodge von 2007 hatte im abgelaufenen Jahr die Zahl der unbekleidet in der Empfangshalle der Hotels umherirrenden Schlafwandler um das Siebenfache zugenommen. Als Ursache für das Schlafwandeln wird Stress und Alkoholmissbrauch angenommen. Insgesamt wurden mehr als 400 Fälle gemeldet, fast ausschließlich Männer. Unklar blieb, weshalb diese schlafwandelnden Gäste nackt waren. Möglicherweise hängt es mit der inzwischen üblichen Praxis zusammen, möglichst nur mit Handgepäck zu reisen, wobei dann der Pyjama zu Hause bleibt.
Weit mehr Männer schlafen nackt als Frauen und jüngere Generationen schlafen häufiger nackt als ältere Generationen. Gemäß einer 2019 erschienenen Studie schlafen 65 Prozent aller befragten 20- bis 30-Jährigen nackt.

### Schlafkleidung und Gesundheit

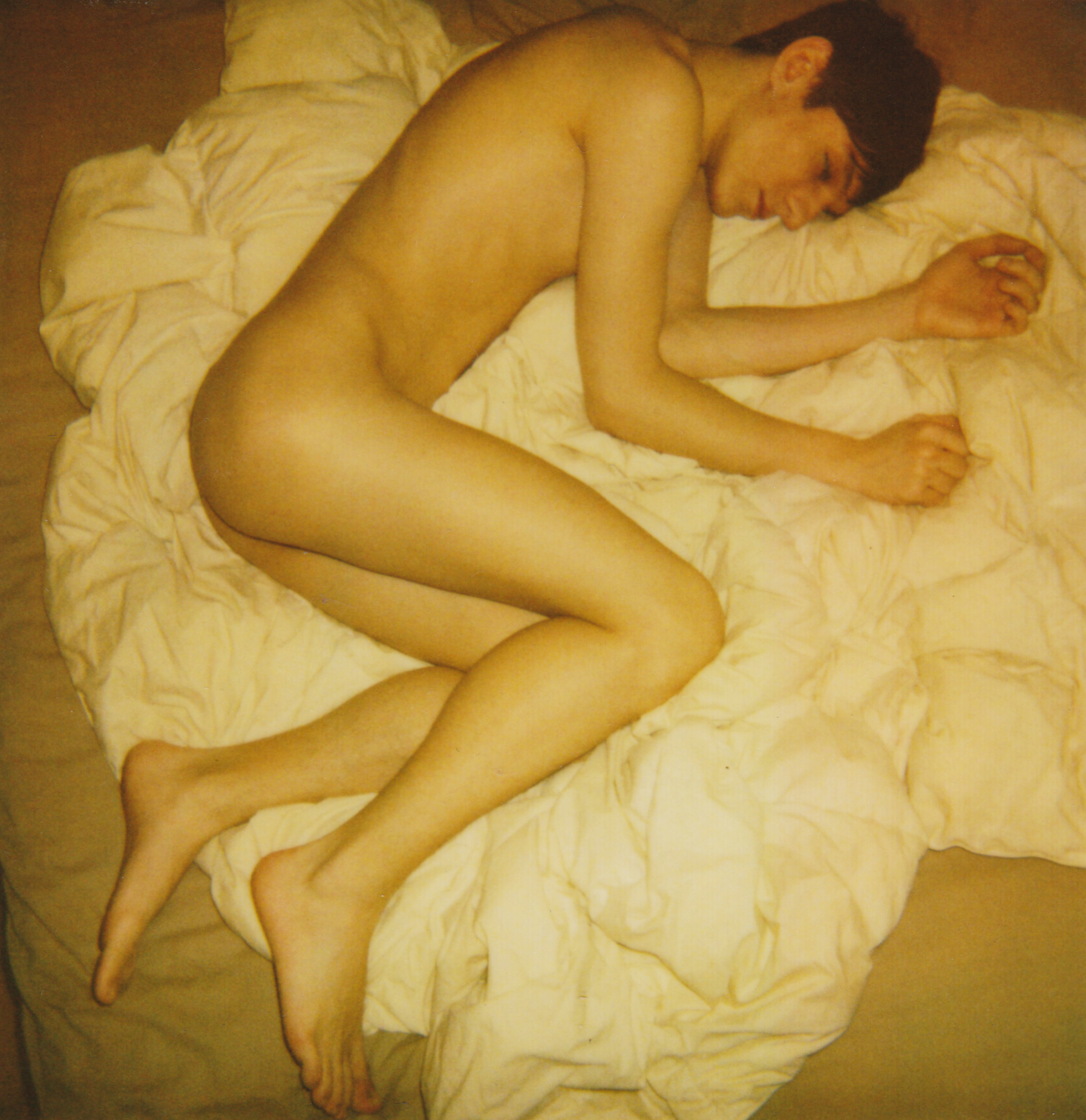
Besonders in heißen Sommernächten kann der Verzicht auf Schlafkleidung die erwünschte Erholung bringen

Verschiedene Quellen empfehlen, besonders nachts weite oder gar keine Kleidung zu tragen. Caroline F. Pukall von der Queen’s University in Kingston empfiehlt Frauen, ohne Unterwäsche zu schlafen, um Vulvodynie (Schmerzen im Bereich der Vulva) zu vermeiden. Es gibt Studien, die Hinweise dazu liefern, dass bei Männern zu enge Unterwäsche die Qualität der Spermien vermindern können. Eindeutige Belege dafür, dass die regelmäßige Arbeit in großer Hitze oder das Tragen enger Unterwäsche – was ebenfalls die Temperatur der Hoden erhöht – zu verminderter Zeugungsfähigkeit führt, scheint es allerdings nicht zu geben.
Mehrere Medien zitierten Ende 2014 eine amerikanische Studie in einer Weise, wonach angeblich nur durch Nacktschlafen die Körpertemperatur für optimalen Schlaf geregelt werden könne. Als weitere positive Effekte werden aufgeführt, dass man dadurch mehr Nahrungsenergie und damit Fett verbrennt, dass das Diabetesrisiko minimiert werde, dass die Selbstheilungskräfte der Haut gefördert werden sowie auch, dass man durch das vermehrte Nacktsein das Selbstwertgefühl und die Zufriedenheit mit dem eigenen Körper verbessert. Zu guter Letzt kann es die Beziehung zum Partner verbessern und öfter zu Sex kommen. Seriösere Medien weisen jedoch darauf hin, dass die Studie keinen Vergleich zwischen Nacktschläfern und bekleideten Schläfern durchgeführt hat, sondern lediglich die Zimmertemperatur reguliert wurde. Die Studie zeigt lediglich, dass eine kühle Schlafzimmerumgebung gesund sein kann. Hierbei wird vermehrt sogenanntes Braunes Fett aufgebaut, das beim Verbrennen von Zucker hilft und die Körpertemperaturregelung unterstützt. Es erscheint sinnvoll, dass leichtere Schlafbekleidung diesem Effekt entgegenkommt. Mediziner sind sich allgemein uneins, ob Nacktschlafen gesund ist oder nicht. Während einige darin überwiegend Vorteile sehen, warnen andere insbesondere vor der Gefahr der Unterkühlung, denn nachts sinkt die Körpertemperatur natürlicherweise etwas ab. Die Gefahr der Unterkühlung ist insbesondere dann hoch, wenn das Fenster offen steht oder eine Klimaanlage läuft, was gerade im Sommer, wenn die heißen Temperaturen erst recht nach leichter oder gar keiner Schlafbekleidung rufen, der Fall sein wird.
Zwei niederländische Studien zeigen den Einfluss der Hauttemperatur in der Nacht auf die Schlafqualität: Erwärmt man den Rumpf und Arme und Beine bis zu Hand- bzw. Fußgelenken mit einem Thermoanzug um wenige zehntel Grad, wird der Eintritt des Schlafs beschleunigt und die Tiefe des Schlafs verbessert. Eine Erwärmung nur der Hände und Füße vermindert zwar die Wachperioden in der Nacht, aber beschleunigt nicht das Einschlafen.
Die anderen genannten Vorteile des Nacktschlafens sind wissenschaftlich nicht belegt. Unbestritten belegt ist, dass genügend Schlaf der Gesundheit förderlich ist.
Genügend Schlaf führt indirekt zu einem schlankeren Körper, da Schlafmangel oft mit dem Essen von Süßigkeiten kompensiert wird. Adipositas ist eine bekannte Ursache gesundheitlicher Probleme, insbesondere von Diabetes.